# Days (lied)
Days is een lied van The Kinks, geschreven door Ray Davies, dat in 1968 op single werd uitgebracht.

## Opname

### Eerste opnamesessies
Het nummer Days werd geschreven tijdens een tour in 1968. In een poging om het livegeluid van de band te vangen op de plaat, werd besloten direct na afloop van een korte tournee door Engeland in april 1968 opnames te maken. Op 5 mei 1968 werd de eerste versie van Days opgenomen, alsmede enkele andere uptempo nummers, waaronder Misty Waters en Picture Book. Op 27 april werd, na een korte tournee door Nederland, waar de band Sittard, Apeldoorn en Vlagtwedde aandeed, besloten het nummer geheel opnieuw op te nemen, tezamen met het nummer Pictures in the Sand.
Ray Davies vertelt in zijn boek X-Ray dat bassist Pete Quaife op de cassette van de opname Daze (verdoofd) schreef, in plaats van de oorspronkelijke titel Days en hiermee diens groeiende ongenoegen over de band omschreef. Quaife herinnerde zich het incident anders. Volgens hem duurden de opnames van het nummer zo lang, dat hij uit verveling poppetjes begon te tekenen, waarna Davies in woede uitbarstte, omdat hij niet naar de muziek luisterde.
In het nummer zijn alle originele leden van The Kinks te horen. Sessiemuzikant Nicky Hopkins, die sinds The Kink Kontroversy van 1965 met de band samenwerkte, speelt zowel piano als mellotron op de single. De toenmalige vrouw van Ray Davies, Rasa Davies, is te horen als achtergrondzangeres.

### Keuze als single
In de eerste week van juni 1968 werd het nummer en daarmee de eerste versie van wat later The Village Green zou gaan worden, afgerond. Davies was niet tevreden met de opname, die onder druk afgerond moest worden, omdat de band vanaf 8 juni concertverplichtingen had in Zweden. Aan het einde van de week werden 15 nummers uitgekozen en net voor de deadline gestuurd naar Reprise Records, de Amerikaanse platenmaatschappij van The Kinks. De platenmaatschappij koos hieruit 11 nummers, waaronder Days, die zouden verschijnen onder de titel Four More Respected Gentlemen.
In Engeland werd ondertussen door Pye Records, de Engelse platenmaatschappij van The Kinks, na de slecht verkopende single Wonderboy, besloten dat het te risicovol was het album in deze vorm uit te geven. Het nieuwe album werd een half jaar uitgesteld om Davies meer tijd te geven de opnames goed af te ronden. Uiteindelijk werd in Amerika ook Four More Respected Gentlemen geschrapt in afwachting van nieuwe opnames. In afwachting van het nieuwe album, werd het nummer Days als single aangekondigd.

### Uitgave
Na terugkomst van de tour nam de band op 26 juni bij de BBC enkele filmpjes op voor onder andere Top of the Pops, waarin ze het nummer Days playbackten. Op 29 juni verscheen de single met op de B-kant het nummer She's got everything. Dit was een ongebruikte opname uit 1966, die oorspronkelijk uit dezelfde sessie kwam als Dedicated Follower of Fashion en tijdens de opnames van begin 1968 van tekst werd voorzien.
Op 9 oktober 1968 verscheen in Noorwegen en Zweden een eerste versie van The Village Green met daarop 12 nummers, inclusief het nummer Days. Later werd deze versie ook uitgegeven in Frankrijk, Italië en Nieuw-Zeeland. Op 22 november verscheen in Engeland een geremixte versie van de plaat met 15-tracks. Op deze versie was het nummer Days, evenals het nummer Mr. Songbird, niet opgenomen. Deze geremixte versie verscheen op 5 februari 1969 in dezelfde vorm in de Verenigde Staten en is uitgegroeid tot de standaard versie van de plaat. Days was hierna voornamelijk verkrijgbaar op verzamelalbums.
Toen de plaat in 1998 in geremasterde vorm op cd werd uitgegeven door Castle Records, werden zowel de versie met 12 nummers als de versie met 15 nummers opgenomen, waardoor het nummer toch weer verenigd werd met de oorspronkelijke plaat.

## Compositie
Muzikaal gezien is Days een uptempo ballad. De tekst van het nummer lijkt geschreven aan een oud-geliefde, die is overleden of weggegaan. Deze persoon wordt bedankt voor de dagen die ze samen doorbrachten en vergeven voor zijn vertrek. De tekst weerspiegelt het blijvende effect dat deze persoon op de schrijver heeft gehad en hij belooft dat, ondanks dat deze persoon er niet meer is, hij toch altijd bij de schrijver zal blijven.
Ray Davies vond zelf dat het nummer een mooi gevoel van eindigheid reflecteerde. In latere interviews vertelde Davies dat hij het nummer geschreven had als afscheid van een tijd. Hij had het gevoel dat de nummers die hij maakte voor The Village Green weleens de laatste Kinksnummers waren, die hij kon maken. Ook verhuisde Davies vanuit de Londense wijk Fortis Green, waar hij was opgegroeid, naar Hertfordshire. Hierdoor nam hij, zoals hij zelf stelde, niet alleen afscheid van een huis, maar ook van een manier van leven, een tijd en een hoop inspiratie.
Davies heeft later ook aangegeven, het nummer als een afscheid van de originele versie van The Kinks te zien. Rond de tijd van opname rommelde het in de band. Pete Quaife, een jeugdvriend van Davies, had eind 1966 de band al een tijd verlaten in verband met een ernstig auto-ongeluk en voelde zich steeds minder op zijn plaats in The Kinks. Hij had, sinds zijn terugkeer, al meerdere keren aangegeven uit de band te willen stappen, maar keerde ook telkens weer terug. Na het uitbrengen van The Kinks Are the Village Green Preservation Society besloot hij de band definitief te verlaten.

## Ontvangst
Days was een belangrijke single voor zowel Ray Davies en Dave Davies, die beiden schermden met een solocarrière, als voor The Kinks. Het jaar 1967 kende grote successen voor de band, die hits scoorde met Waterloo Sunset, Autumn almanac en Death of a clown, een solosingle van Dave Davies, waarop de hele band meespeelde. Het album Something Else by The Kinks, de liveplaat Live at Kelvin Hall en de daarop volgende single Wonderboy verkochten echter maar matig.
Days verscheen op 28 juni 1968 in Engeland en kreeg erg wisselende recensies. Met name Keith Moon, een persoonlijke vriend van gitarist Dave Davies, gaf als gastrecensent een vernietigende recensie in de Melody Maker en omschreef het nummer als een solo-demo van Ray Davies, gedateerd en het soort nummer dat Pete Townsend nooit zou gebruiken.
Het nummer klom uiteindelijk naar de 10e plaats van de Engelse hitlijst, maar wist in de Verenigde Staten de hitlijsten niet te bereiken. In de Nederlandse Top 40 kwam het nummer tot de 7e plaats en in de Belgische VRT Top 30 tot de 17e.
Het succes van de single bleek echter maar een korte opleving voor de band te zijn. Van de volgende vier singles wist geen enkele de top 30 in Engeland te behalen en twee ervan kwamen zelfs helemaal niet in de hitlijsten terecht. Ook het album The Kinks Are the Village Green Preservation Society wist in Engeland geen hitpositie te bemachtigen.
Langzaam groeide het album echter uit tot het best verkopende originele album van de band. Ook de waardering voor het nummer Days nam in de loop der jaren toe. In Nederland stond het van de eerste editie tot en met de editie van 2015 in de Top 2000.

## Latere versies
Hoewel het nummer Days wel regelmatig deel uitmaakte van verzamelalbums van The Kinks, werd het nummer na een liveoptreden op de BBC tijdens de nieuwjaarsnacht van 1969 nog zelden gespeeld. Het verscheen ook niet op de populaire live-platen Everybody's In Showbiz, One For The Road en The Road in de jaren 70 en 80. Het duurde tot april 1988 voordat Davies het nummer weer begon toe te voegen aan de setlijst van de band.
Op 24 oktober 1991 verscheen de ep Did ya, die voor de band een terugkeer betekende naar hun typische britpop van de jaren 60. Op deze ep stond een nieuwe versie van Days, geïnspireerd door een galaoptreden dat de band hield op 21 juni dat jaar op de Universiteit van Oxford, alsmede vier nieuwe nummers. Ook op de laatste liveplaat van The Kinks, To The Bone, uit 1997 is het nummer te vinden als trage ballad.
Na het uiteengaan van The Kinks heeft Davies het nummer ook nog tweemaal zelf op plaat gezet. In 2009 nam hij het nummer op met het The Crouch End Festival Chorus voor The Kinks choral collection, waarin hij oude nummer opnieuw had opgenomen in nieuwe arrangementen met een volledig koor. In 2010 verscheen het album See my friends waarop Davies oude nummers opnieuw had opgenomen in samenwerking met andere artiesten. Het nummer Days werd hier in een medley gespeeld met This time tomorrow in samenwerking met Mumford & Sons.

## Coverversies
Het nummer Days is door verschillende artiesten gecoverd. Enkele bekende uitvoeringen:
- In 1968 werd het nummer op de plaat gezet door Petula Clark, als deel van haar negende studioalbum Petula.
- James Last nam een instrumentale versie van het nummer op op zijn plaat Non-Stop Dancing #7 uit 1969
- De Ierse folkzanger Luke Kelly nam dit  nummer op in de jaren 1980 onder de naam Thank you for the days. Het was een van zijn laatste studioopnames. Luke Kelly was een leadsinger van de Ierse Folkgroep The Dubliners.
- In 1989 nam Kirsty MacColl het nummer op voor haar album Kite. Het nummer werd tevens op single uitgebracht en bereikte de 12e plaats van de Engelse hitlijst.
- Elvis Costello nam het nummer in 1991 op voor de soundtrack van de film Until the End of the World van Wim Wenders. Later verscheen het ook op zijn coveralbum Kojak Variety.

## Muzikanten
- Ray Davies - zang en akoestische gitaar
- Dave Davies - elektrische gitaar en zang
- Pete Quaife - basgitaar
- Mick Avory - drums
- Nicky Hopkins - piano en mellotron
- Rasa Davies - zang

## Hitnotering
| "Days" in de Nederlandse Top 40 - binnen: 20-07-1968 | "Days" in de Nederlandse Top 40 - binnen: 20-07-1968 | "Days" in de Nederlandse Top 40 - binnen: 20-07-1968 | "Days" in de Nederlandse Top 40 - binnen: 20-07-1968 | "Days" in de Nederlandse Top 40 - binnen: 20-07-1968 | "Days" in de Nederlandse Top 40 - binnen: 20-07-1968 | "Days" in de Nederlandse Top 40 - binnen: 20-07-1968 | "Days" in de Nederlandse Top 40 - binnen: 20-07-1968 | "Days" in de Nederlandse Top 40 - binnen: 20-07-1968 | "Days" in de Nederlandse Top 40 - binnen: 20-07-1968 | "Days" in de Nederlandse Top 40 - binnen: 20-07-1968 |
| Week                                                 | 1                                                    | 2                                                    | 3                                                    | 4                                                    | 5                                                    | 6                                                    | 7                                                    | 8                                                    | 9                                                    |                                                      |
| ---------------------------------------------------- | ---------------------------------------------------- | ---------------------------------------------------- | ---------------------------------------------------- | ---------------------------------------------------- | ---------------------------------------------------- | ---------------------------------------------------- | ---------------------------------------------------- | ---------------------------------------------------- | ---------------------------------------------------- | ---------------------------------------------------- |
| Positie                                              | 25                                                   | 12                                                   | 8                                                    | 7                                                    | 11                                                   | 13                                                   | 21                                                   | 30                                                   | 38                                                   | uit                                                  |

### NPO Radio 2 Top 2000
| Nummer met noteringen in de NPO Radio 2 Top 2000 | '99 | '00 | '01  | '02  | '03  | '04  | '05  | '06  | '07  | '08  | '09  | '10  | '11  | '12  | '13  | '14  | '15  |
| ------------------------------------------------ | --- | --- | ---- | ---- | ---- | ---- | ---- | ---- | ---- | ---- | ---- | ---- | ---- | ---- | ---- | ---- | ---- |
| Days                                             | 885 | 159 | 1127 | 1115 | 1234 | 1386 | 1689 | 1287 | 1458 | 1308 | 1447 | 1557 | 1668 | 1641 | 1480 | 1509 | 1791 |

1. ↑  Een vetgedrukt getal geeft de hoogste notering aan.
2. ↑  Deze tabel is bijgewerkt tot en met de laatste editie (2024).